# Семейная психология
Семейная психология; психология семьи — раздел психологии, изучающий эволюцию и сущность брачно-семейных отношений, особенности их возникновения, становления, стабилизации и распада. Наука описывает характеристики семьи и брака в историческом, социально-психологическом, индивидуально-психологическом контекстах. Так же рассматривается эмоциональная и функциональная специфика отношений членов семьи друг с другом.
Брак и семья стали предметом исследования специалистов, в том числе и психологов, с 1960—1970-х годов. Изначально семья изучалась в связи с профилактикой психических заболеваний по причине недостатков семейного воспитания. Позднее в поле зрения семейной психологии попали такие области знания, как история и эволюция форм брака, готовность молодёжи к образованию семьи, жизненный цикл семьи, взаимоотношения между супругами, взаимоотношения родителей и детей, отношения семьи и общества.
К предметной области семейной психологии относится вопрос сексуальных отношений внутри семьи. Рассматривается влияние сексуальных ролей партнеров на их взаимоотношения и влияние на выбор этой роли прошлого каждого из супругов.